# Ponta do Sol
Ponta do Sol és un municipi de l'arxipèlag de Madeira. Se sotsdivideix en tres parròquies:
- Canhas
- Madalena do Mar
- Ponta do Sol